# 南河乡 (汉川市)
南河乡，是中华人民共和国湖北省孝感市汉川市下辖的一个乡镇级行政单位。

## 行政区划
南河乡下辖以下地区：
柏树村、北堤村、走马村、台头村、先锋村、同兴村、业集村、老新村、栗山村、周湖村、同裕村、金岭村、何大村、卜省村、何畈村、枫岭村、张马村、双马村、天鹅村、南河村、凤凰村、龙燕村、姜岭村和荷花桥村。